# Frédéric Fiorentino
Frédéric Fiorentino (1970) è un pilota motociclistico belga ritiratosi dall'attività agonistica.

## Carriera
Fu uno dei primi superider europei, detiene un titolo francese, svariate vittorie del Superbikers di Mettet, e la partecipazione a molti campionati nazionali. Si dedica a vari eventi europei di supermotard ed enduro, oltre che a seguire delle scuole di guida offroad.

## Palmarès
- 1999: 4º posto Campionato Belga Supermoto (su Honda)
- 1999: 7º posto Campionato Europeo Supermoto (su Honda)
- 2000: 6º posto Campionato Belga Supermoto classe Prestige
- 2000: 16º posto Campionato Europeo Supermoto
- 2001: 12º posto Campionato Francese Supermoto classe Prestige (su Husqvarna)
- 2001: 15º posto Campionato Belga Supermoto classe Prestige Open (su Husqvarna)
- 2001: 14º posto Campionato Europeo Supermoto (su Husqvarna)
- 2002: 8º posto Campionato Francese Supermoto classe Prestige (su KTM)
- 2002: 16º posto Campionato Belga Supermoto classe Prestige Open (su KTM)
- 2002: 10º posto Campionato Europeo Supermoto (su KTM)
- 2002: 12º posto Campionato del Mondo Supermoto (su KTM)
- 2002: Vincitore Superbikers di Mettet (su KTM)[1]
- 2003: 5º posto Campionato Francese Supermoto classe Prestige (su KTM)
- 2003: 14º posto Campionato Belga Supermoto classe Prestige Open (1 gara su 7) (su KTM)
- 2003: 34º posto Campionato Europeo Supermoto classe 650cc (su KTM)
- 2003: 8º posto Campionato del Mondo Supermoto (su KTM)
- 2003: 2º posto Superbikers di Mettet (su KTM)
- 2004: 26º posto Campionato Francese Supermoto classe Prestige (su Husaberg)
- 2004: 10º posto Campionato Belga Supermoto classe Prestige 650 (su Husaberg)
- 2004: 15º posto Campionato Belga Supermoto classe Prestige 450 (su Husaberg)
- 2004: 14º posto Campionato del Mondo Supermoto S1 (su Husaberg)
- 2004: Vincitore Superbikers di Mettet (su Husaberg)[1]
- 2005: 2º posto Campionato Inglese Supermoto classe 450cc (su Honda)
- 2005: 2º posto Campionato Inglese Supermoto classe 650cc (su Honda)
- 2005: 20º posto Campionato Francese Supermoto classe 450cc (su Honda)
- 2005: 6º posto Campionato Belga Supermoto classe Prestige 450 (su Suzuki)
- 2005: 23º posto Campionato del Mondo Supermoto S2 (su Honda)
- 2006: Campione di Francia Supermoto classe Open (su KTM)
- 2006: 3º posto Campionato Belga Supermoto classe Prestige 650 (su KTM)
- 2006: 12º posto Campionato del Mondo Supermoto S1 (su KTM)
- 2006: Vincitore Superbikers di Mettet (su KTM)[1]
- 2006: 3º posto Supermoto Masters di Bilstain (su KTM)
- 2007: 18º posto Campionato Francese Supermoto classe Open (su KTM)
- 2007: Vincitore Superbikers di Mettet (su KTM)[1]
- 2008: 12º posto Campionato Belga Supermoto classe Prestige Open (6 gare su 10) (su KTM)
- 2008: 25º posto Superbikers di Mettet (su KTM)
- 2009: Vincitore Assoluto Dark Dog Moto Tour (su KTM)